# Silvestro Dandolo
Silvestro Dandolo (Venezia, 29 maggio 1766 – Venezia, 17 novembre 1847) è stato un ammiraglio italiano.

## Biografia
Nacque da nobilissima famiglia veneziana, che aveva dato numerosi Dogi della Repubblica di Venezia. Entrò in marina come Nobile di nave sotto il comando del provveditore Angelo Emo e all'età di venti anni, dopo alcune spedizioni e crociere, fu proposto per incarichi più alti, accedendo al grado di Luogotenente di nave e venendo nominato comandante di fregata.
In seguito fu promosso Governatore di nave e, nel 1797, posto al comando del Vittoria, un grosso vascello di linea. Nel frattempo, svolse anche funzioni di provveditore reggente dell'isola di Cerigo e, in seguito, fu eletto esecutore del Magistrato alle Acque. Quando i Francesi entrarono in città ed ebbe fine la Repubblica, Dandolo abbandonò la Marina e si ritirò a vita privata.
Nel 1800 l'imperatore Francesco II gli offrì il comando della fregata Bellona, sulla quale Pio VII avrebbe dovuto viaggiare da Venezia a Pesaro; tale proposta fu accettata da Dandolo, che dopo decise di rimanere al servizio della Marina Austriaca. Sotto bandiera imperiale si distinse nella difesa di Venezia contro i francesi (1805) e venne promosso al grado di vice-ammiraglio. Dopo il ritorno dei francesi e la creazione del Regno d'Italia filo-francese, fu integrato nella marina italica e prese parte a numerose azioni, comandando la flottiglia del Lido, la divisione delle forze navali mobili dell'Adriatico e la squadra navale delle Isole Ionie.
Dopo il Congresso di Vienna, tornati gli Austriaci egli tornò sotto la loro bandiera, prima come preposto dell'Arsenale Marittimo, poi come comandante della divisione navale del Mediterraneo e, quindi, come responsabile di una squadra navale assegnata alla protezione dei traffici mercantili.
Nel 1832 venne nominato alla conduzione della squadra navale austriaca nel Mediterraneo Orientale, che guidò fino al 1838. Fu anche presidente delle commissioni scientifiche della marina veneto-austriaca in Venezia, con funzioni di sorveglianza sul Collegio di
Marina. Venne quindi nominato luogotenente al comando supremo della marina presso l'arciduca Federico e 
Consigliere Intimo Attuale di Stato di S.M.I.R.A. Nel 1847, per poco più di un mese, succedette all'arciduca quale comandante in capo della marina imperiale austriaca.
Morì in quello stesso anno.
Alvise Zorzi racconta che che l'Imperatore Francesco I abbia detto ad alcuni cortigiani che ridevano alle spalle del Dandolo per la sua bassa stature e per il suo gran naso: «Non ridete, perché non so se egli sia più nobile, o io »